# Aralia wilsonii
Aralia wilsonii är en araliaväxtart som beskrevs av Hermann Harms. Aralia wilsonii ingår i släktet Aralia och familjen Araliaceae. Inga underarter finns listade.